# Baldur’s Gate: Siege of Dragonspear
Baldur’s Gate: Siege of Dragonspear (с англ. — «Врата Балдура: Осада Драконьего Копья») — дополнение для компьютерной ролевой игры Baldur's Gate: Enhanced Edition, разработанное и изданное Beamdog. Изначально игра была выпущена в 2016 году на платформах Microsoft Windows, Linux и macOS, в 2018 году стала доступна также на iOS и Android, а в 2019 году были изданы версии для игровых приставок Xbox One, PlayStation 4 и Nintendo Switch.
Масштабное дополнение являлось практически полноценной отдельной игрой и было призвано знаменовать переход Beamdog от «реставрации» классических игр к созданию оригинального контента в рамках получившей признание серии. Siege of Dragonspear было выпущено спустя 17 лет после Baldur’s Gate, заполняя пробел в событиях между ней и Baldur's Gate II: Shadows of Amn. В центре сюжета дополнения — угрожающий Вратам Балдура и другим городам Побережья Мечей крестовый поход, возглавляемый харизматичной молодой женщиной-паладином по имени Целар Аргент, собирающей силы вокруг замка Драконье Копьё. Отдельной темой сюжета стало изменение отношения окружающих к главному герою из-за набирающих силу проявлений его божественного происхождения.
Как и оригинальные игры, дополнение представляло собой ролевую игру с видом от третьего лица в изометрической проекции, в которой игрок управляет командой искателей приключений, определяя её состав. От других игр серии Siege of Dragonspear отличает более линейный сюжет, а также битвы и другие сцены, в которых на экране одновременно присутствует несколько десятков персонажей. Это стало возможным в результате адаптации игрового движка Infinity Engine для работы на новых компьютерах и мобильных устройствах, которая была проделана в ходе работы над улучшенными изданиями предыдущих игр серии. В игру были добавлены новые классы персонажей, напарники и другие предметы, а также внесены доработки в интерфейс пользователя.
Siege of Dragonspear была тепло принята критиками, которые по достоинству оценили работу Beamdog. Издатель не просто дал игрокам возможность спустя столько лет вернуться в Forgotten Realms, но и сохранил планку качества, заданную оригинальными играми. Негативно журналисты оценили устаревший игровой движок, архаичные ролевые механики с бросанием виртуальных игральных костей, а также изменения в стилистике игры. Выход игры вызвал скандал в игровом сообществе из-за большого количества негативных отзывов, связанных с изменением характеров некоторых героев из оригинальной игры. Одним из неигровых персонажей стала трансгендерная женщина, что сочли навязыванием игрокам «повестки воинов социальной справедливости». В защиту разработчиков выступили журналисты и представители игровой индустрии. В итоге Beamdog признала обоснованность части критических замечаний и внесла корректирующие изменения в выпущенные позднее пакеты исправлений.

## Место действия
Местом событий дополнения становится ранее не описанный подробно регион Побережья Мечей к северу от Врат Балдура (сам город присутствует лишь в прологе игры и не полностью). Как и в других играх серии, события разделены на несколько глав, однако сюжет имеет линейную структуру. Покинув Врата Балдура в прологе игры, игрок вместе со своим отрядом и армией, посланной городом, посещает два промежуточных региона, а затем заканчивает путь у замка Драконье Копьё. Каждый из этих регионов имеет свой набор заданий и персонажей и состоит из нескольких областей, в том числе одного или нескольких подземелий. При этом вернуться в исследованные ранее области после начала новой главы нельзя, а выполнение или невыполнение некоторых заданий может оказать небольшое влияние на финальную часть игры.

## Сюжет
В играх серии Baldur’s Gate и других материалах, выпущенных Bioware, ничего не говорилось о том, что произошло с героем и его командой после победы над Саревоком (конец первой игры) и до момента пленения Айреникусом (начало второй). Сюжет Siege of Dragonspear заполняет пробел между событиями Baldur's Gate и Baldur's Gate II: Shadows of Amn, завершая таким образом процесс объединения всех игр саги Baldur’s Gate в единое приключение с неразрывным сюжетом.
Действие игры происходит через несколько недель после событий Baldur’s Gate, завершившихся срывом плана Саревока по захвату власти во Вратах Балдура. Вместе со старым отрядом главный герой участвует в операции по поимке последних его приспешников. По завершении этой задачи команда расходится, а персонаж игрока вместе с Имоен, получив титул «Героя Врат Балдура», отдыхает от трудов во дворце герцогов. Однако вскоре на дворец нападают: похоже, что это дело рук сторонников таинственного крестового похода, собирающего войска к северу от Врат Балдура. Во главе крестоносцев стоит харизматичная молодая женщина-паладин по имени Целар Аргент, также известная как «Сияющая Леди», по слухам, имеющая божественное происхождение, которая заявляет, что её целью является освобождение душ умерших, несправедливо забранных в ад. Крестовый поход реквизирует припасы в близлежащих городах и массово вербует сторонников — а отказавшиеся присоединиться бегут, оставив свои пожитки. Взволнованные наплывом беженцев, потерями торговцев и появлением новой политической силы, власти Врат Балдура заключают союз с двумя другими основными городами Побережья Мечей — Вотердипом и Даггерфордом, целью которого является воспрепятствование действиям Целар. Протагонист присоединяется к боевому отряду Пламенного Кулака (гвардии Врат Балдура). По мере развития сюжета выясняется, что за событиями стоит другая, намного более злая воля, а крестоносцы предстают в ином свете, что может заставить игрока задуматься о необходимости не сражаться с ними, а оказать им помощь.
События развиваются следующим образом. На пути к замку Драконье Копьё силы коалиции должны преодолеть Извилистую Реку. Единственный переход, который ещё не разрушен крестоносцами, — это мост Боарескира, который построен в месте, где когда-то бог Баал, отец протагониста, был убит безумным богом Цириком. Однако проход к мосту перекрывает вражеский лагерь, осадивший находящийся рядом форт, который удерживается небольшим числом защитников под предводительством Кхалида. Внутрь форта можно попасть лишь через телепорт, добыв открывающий его волшебный камень в заброшенном храме Баала. После прекращения осады тем или иным способом (можно мирно сдать форт, уничтожив хранящиеся там припасы, впустить в него крестоносцев, предав защитников, или просто победить врага в открытом сражении) отряд предотвращает разрушение моста и становится лагерем неподалёку от замка. Главный герой с его командой отправляются на разведку. Они узнают, что Гефернаан, ближайший подручный Целар, выполняет волю неизвестной силы, однако прежде чем появляется возможность узнать подробности, отряд обнаруживают, и искатели приключений вынуждены отступить (возможно, перед этим выполнив дополнительные задания по саботажу обороны замка).
Командование коалиции вступает в переговоры с Аргент — она обещает сдать замок в обмен на выдачу ей потомка Баала. Она получает отказ (вне зависимости от действий игрока), и войска готовятся к сражению. Сначала крестоносцы атакуют силы союзников, а потом последние переходят в контратаку, уничтожая бо́льшую часть удерживающего замок войска. Отряд героя настигает Целар и Гефернаана в сокровищнице замка. Здесь Гефернаан раскрывает свои истинные намерения: он парализует всех присутствующих и открывает портал в Авернус (измерение Девяти Адов), используя кровь главного героя. Ему это необходимо для того, чтобы освободить своего повелителя — демона Белхифета, который был пленён сто лет назад (в результате событий игры Icewind Dale), и организовать демоническое вторжение. Гефернаан входит в портал, и Аргент с отрядом верных ей воинов, а также группа главного героя преследуют его.
В ходе последней битвы с Белхифетом в зависимости от действий игрока Целар Аргент играет роль союзника или противника. После победы выясняется, что в плену у демона всё это время находился её дядя, Аун Аргент, спасение которого и являлось действительной целью крестового похода. Если Целар выжила, она навсегда остаётся в Авернусе охранять портал в качестве наказания за свои поступки. Если она мертва, эту роль выполняет Аун Аргент. Главный герой возвращается в Фейрун, и коалиция празднует победу над крестоносцами.
Отдельной темой сюжета является изменение отношения окружающих к главному герою: хотя персонаж игрока в начале игры считается спасителем Врат Балдура, тень его происхождения от бога убийц Баала преследует его — сталкиваясь со всё более и более настороженным отношением окружающих, он постепенно превращается в изгоя, презираемого всеми, кроме самых близких друзей. Немалую роль в этом играют события на мосту Боарескира, где в ходе битвы главный герой наблюдает видение смерти Баала, в результате чего на земле выжигается знак мёртвого бога. Это отрицательно влияет на боевой дух сил коалиции. Влияние на главного героя пытается оказывать также Джон Айреникус, появляющийся как «человек в капюшоне» и ведущий беседы о наследии Баала. После победы в замке Драконье Копьё, когда герой отдыхает, в видении ему является Ски Сильвершилд (компаньон из предыдущей игры, единственная дочь одного из правителей Врат Балдура), которая превращается в монстра. После пробуждения протагониста обвиняют в убийстве Ски, которого он не совершал (это сделал Айреникус), и в кандалах проводят по улицам города. Проходит суд, независимо от исхода которого персонажа игрока бросают в тюрьму. Союзники героя организуют побег, и с наиболее верными членами команды он отправляется подальше от Врат Балдура. По пути отряд попадает в засаду — это объясняет завязку Baldur's Gate II, в которой команда находится в плену у Джона Айреникуса.

### Персонажи
Как и в других играх серии, по ходу игры можно встретить и присоединить ещё до пяти персонажей, сформировав из них свою команду искателей приключений. В число возможных её членов входит часть компаньонов из Baldur’s Gate, все четыре новых персонажа из Baldur’s Gate: Enhanced Edition (Расаад, Нира, Дорн и Баэлот), а также четыре новых NPC, созданных специально для Siege of Dragonspear. В их числе:
- Лучница (подкласс следопыта) Шаэл Корвин, офицер Пламенного Кулака. Она является матерью-одиночкой и пытается сочетать обязанности наёмника, помощь главному герою и воспитание дочери (в котором Корвин помогает её отец). Она является потенциальным романтическим интересом для главного героя (вне зависимости от пола)[12].
- Шаманка-гоблин М’Кхиин Грубдоублер, сбежавшая из своего племени с намерением никогда не возвращаться. Главный герой освобождает её из плена колдуна Баэлота (одного из персонажей Baldur’s Gate: Enhanced Edition), который пытается организовать на поверхности некое подобие гладиаторских боёв. Помимо того, что М’Кхиин является редким для CRPG представителем расы гоблинов, выполняющим роль союзника, а не противника, она также имеет новый для серии класс: шаман является неким подобием друида, способности которого включают возможность призывать духов[12].
- Скальд Вогильн Обширный. Он показан как стереотипный викинг, вдохновляющий союзников эпическими сказаниями в ходе хмельных возлияний, и жизнерадостный ловелас, готовый приударить за любым существом женского пола[15]. Является потенциальным романтическим интересом для главного героя женского пола.
- Глинт Гарднерсонсон, неугомонный гном с большим количеством родственников, репутацией баламута и множественным классом жрец/вор. Является единственным в серии персонажем строго гомосексуальной половой ориентации, с которым может завязать отношения персонаж мужского пола.

Не все компаньоны доступны сразу: некоторых удастся присоединить лишь после прохождения значительной части игры. Сестра главного героя Имоен из-за ранения покидает отряд в самом начале основной сюжетной линии и снова появляется только в эпилоге, попутно обучившись магическому искусству, чем объясняется её двойной класс в Baldur’s Gate II. Состав отряда можно изменять в процессе прохождения игры: все неиспользуемые в данный момент компаньоны находятся в походном лагере Пламенного Кулака, который является «базой» для героя. Для компаньонов написаны сценарии в духе Baldur's Gate II: они активно взаимодействуют с главным героем и между собой, а также реагируют на происходящие вокруг события.

## Игровой процесс
Игровой процесс основан на тех же принципах, что и в оригинальной Baldur’s Gate с учётом дополнений, внесённых расширенным переизданием Enhanced Edition. Как и остальные игры серии Baldur’s Gate, Siege of Dragonspear — это ролевая игра с видом от третьего лица в изометрической проекции, в которой игрок управляет командой искателей приключений, исследуя игровой мир, сражаясь с населяющими его чудовищами и прочими врагами, а также выполняя задания. В ходе игры персонажи получают опыт и развиваются, приобретая новые умения. Наиболее важными аспектами игрового процесса являются взаимодействие с NPC и бросающие вызов игроку сражения, происходящие в режиме реального времени с активной паузой.
Игрок может пройти сначала основную игру, а потом дополнение (в этом случае оно начинается как новая глава после победы над Саревоком), импортировать финальное сохранение основной игры либо использовать уже созданных персонажей, предоставленных разработчиками или создать новых персонажей (только главного героя или всю команду — в этом случае они начинают игру с количеством опыта, соответствующим седьмому уровню). Разработчики допускали возможность того, что в дополнение будут играть те, кто не знаком с основными играми серии, и добавили персонажей и диалоговые ветки, позволяющие им войти в курс дела. Характеристики и снаряжение персонажей можно перенести из основной игры, однако накопленное золото у команды вскоре отнимают. Планка очков опыта повышена до 500 000, что позволяет персонажам получить 2-3 дополнительных уровня. Прохождение игры требует от 20 до 30 часов.

Сцена из игры, изображающая многолюдную городскую улицу

Отличительной чертой дополнения является наличие в нём сражений с участием нескольких десятков NPC, которые были немыслимы в оригинальной игре из-за ограниченности ресурсов. Кроме того, игра использует новые возможности доработанного Infinity Engine и увеличившуюся производительность компьютеров для показа сюжетных заставок на игровом движке, в которых задействованы десятки персонажей, а также для более сложных сценариев, управляющих заданиями и поведением персонажей. Для того, чтобы игрок мог понять, где в толпе сражающихся находятся управляемые им персонажи, были добавлены специальная настройка, позволяющая выделить их цветом, а также полоска здоровья над персонажем. Крупные сражения отличаются повышенным уровнем сложности, нетипичным для большинства битв оригинальной Baldur's Gate, и в этом отношении больше похожи на сражения Baldur's Gate II. Также был улучшен искусственный интеллект противников: они используют имеющиеся у них в арсенале магические предметы, активно преследуют управляемых игроком персонажей и пытаются напасть на наиболее слабых членов команды.
Для того, чтобы компенсировать возросшую сложность сражений, команде предоставляется возможность использовать большое количество новых, достаточно мощных магических предметов, которые можно получить после победы в битвах, найти в тайниках или получить за выполнение заданий. В то же время для игроков, не желающих выстраивать тактику поединков и вникать в механики Dungeons & Dragons, в игре имеется «сюжетный» уровень сложности, на котором персонажи игрока становятся бессмертными, а их характеристика силы значительно повышается. Также есть и его противоположность — предназначенный для опытных игроков, потративших годы на создание идеальных персонажей и подбор их экипировки, особо сложный режим «Наследие Баала» (англ. Legacy of Bhaal), в котором значительно повышаются характеристики всех противников.
В дополнение были включены доработки, упрощающие управление снаряжением персонажей: добавлены контейнеры для предметов, такие как сумки для зелий, пояса для снарядов и волшебные сумки, вмещающие любые предметы. При передаче предмета от одного персонажа другому подсвечиваются портреты тех компаньонов, которым он может быть полезен (при этом учитываются характеристики уже надетого на персонаже снаряжения). Также при смене набора оружия остаётся экипированным щит, даже если его нельзя использовать с текущим оружием. Был переработан интерфейс пользователя, в частности, добавлено сравнение находящихся в рюкзаке персонажа оружия и брони с уже надетыми на нём, всплывающие на экране записи дневника и поиск в нём, а также возможность показа доступной для исследования области на карте игровой зоны.

## Звук и музыка
Саундтрек игры состоит из эпических композиций, которые подобраны в соответствии с доминирующим настроением соответствующего момента игры: от спокойной релаксации до предчувствия надвигающейся опасности. В нём представлены отдельные треки оригинальной Baldur's Gate, написанные Михаэлем Хенигом, как в старой, так и в новой аранжировке, а также новые мелодии, написанные Сэмом Хьюликом. Он доступен для покупки на официальном сайте Beamdog, в Steam и на GOG.com.
| №                   | Название                              | Длительность |
| ------------------- | ------------------------------------- | ------------ |
| 1.                  | «Shadow of the Shining Lady»          | 2:24         |
| 2.                  | «Darkness and Light (Movie 1)»        | 1:41         |
| 3.                  | «The Hero of Baldur's Gate»           | 1:16         |
| 4.                  | «Baldur's Gate Nightfall»             | 1:20         |
| 5.                  | «Crusader's at Coast Way Crossing»    | 1:40         |
| 6.                  | «Danger in the Wild»                  | 1:57         |
| 7.                  | «Here Fell the Lord of Murder»        | 1:42         |
| 8.                  | «The Battle for Bridgefort»           | 1:50         |
| 9.                  | «The Death of Bhaal (Movie 2)»        | 0:47         |
| 10.                 | «The Siege Camp»                      | 1:35         |
| 11.                 | «Dark Waters Flow»                    | 1:43         |
| 12.                 | «Assault on Dragonspear»              | 2:40         |
| 13.                 | «Descent into Peril»                  | 1:42         |
| 14.                 | «Castle Ruins»                        | 1:37         |
| 15.                 | «Fighting the Crusade»                | 1:40         |
| 16.                 | «The Wastes of Avernus»               | 1:38         |
| 17.                 | «The Devil's Fury»                    | 2:28         |
| 18.                 | «Resisting the Darkness (Movie 3)»    | 0:53         |
| 19.                 | «Grim Deeds to Come (Movie 4)»        | 0:33         |
| 20.                 | «The Saga Returns (Announce Trailer)» | 1:06         |
| 21.                 | «The Untold Story (Release Trailer)»  | 1:36         |
| Общая длительность: | Общая длительность:                   | 33:48        |

Основной темой дополнения является Shadow of the Shining Lady. Это оркестровая композиция, на первом плане — духовая секция, дополняемая семплированным хором и ударными, играющими характерный ритм, повторяющийся в других треках. По мнению Даниэля Войчика, автора обзора на сайте gamemusic, это одна из лучших тем в играх по Forgotten Realms, уступающая только композиции с титульного экрана из Baldur's Gate II. Он указывает, что трек прекрасно вписывается в атмосферу Forgotten Realms и качественно отличается от композиций Хенига. Он также отметил, что хор звучит естественно и заметно отличается от набивших оскомину семплов из библиотек «Реквием». Темой главного героя стала помпезная The Hero of Baldur's Gate, отсылающая к героическим подвигам, которые персонаж совершил для спасения Врат Балдура.
Музыка подчёркивает изменяющееся настроение анимированных вставок, показывающих развитие сюжета. В начале, когда игрок узнаёт о новой угрозе, надвигающейся на Побережье Мечей, звучит создающая возвышенную атмосферу Darkness and Light, композиция с оркестром и хором, по мнению Войчика, заставляющая вспомнить об играх и фильмах 1990-х. Однако впоследствии (композиция The Death of Bhaal) тон снижается по мере того, как сюжет приобретает более мрачные оттенки, подготавливая игрока к прологу Baldur's Gate II (Resisting the Darkness, Grim Deeds to Come). Как указывает Войчик, это придаёт нарративу игры большее сходство с фильмом, в отличие от предыдущих игр, в которых нарратив носил «книжный» характер.
Похожий переход от возвышенных композиций к более мрачным характерен и для фоновой музыки, звучащей в разных областях игры: от лагеря сил коалиции (торжественная The Siege Camp), через подземелья и тёмные руины (Dark Waters Flow, Castle Ruins), к Бездне Девяти Адов (The Wastes of Avernus). Войчик отмечает, что для фоновых композиций характерно значительное звуковое разнообразие, более чётко разделяющее области, чем в саундтреке оригинальной Baldur's Gate. Он также выделяет Here Fell the Lord of Murder, флейтовую мелодию со струнным аккомпанементом, которую он считает лучшим треком из представленных в игре.
Высокую оценку Войчик даёт также музыке, звучащей во время сражений. Он отмечает, что в этих композициях каждая секция играет свою роль, в отличие от музыки Хенига, где разные инструменты зачастую сливались в какофоническое целое. В основном эти композиции являются оркестровыми, с редкими появлениями хора на заднем плане. Отмечает Войчек также Devil's Fury, выделяющуюся на фоне невыразительных композиций, сопровождающих битвы с боссами в других играх серии. В целом он отмечает, что хотя Хьюлик работал в том же стиле, что и Хениг, чтобы не вызвать отторжения у фанатов серии, он всё же внёс в музыку достаточно много нового и свежего.
Для озвучивания персонажей, присутствовавших в предыдущих играх серии, были приглашены те же актёры, которые озвучивали их ранее, в частности, Джим Каммингс, отвечавший за реплики Минска, и Дэвид Уорнер, игравший Джона Айреникуса. Заметным оказалось отсутствие актрисы, озвучивавшей Джахейру, — её реплики остались чисто текстовыми. Главный дизайнер игры Филлип Дейгл рассказывал, что основные сложности в разработке игры возникли именно с тем, чтобы снова собрать всех актёров, раньше работавших над серией (некоторые из которых уже не работали в игровой индустрии). Одни из них сразу вошли в образ, у других возникли с этим определённые сложности, преодолеть которые помогла Джинни МакСвэйн, занимавшаяся режиссурой озвучивания ещё в ходе работы над первой частью Baldur's Gate.

## Разработка
Компания Beamdog была создана в 2009 году сооснователем Bioware Трентом Остером и бывшим ведущим программистом Bioware Кэмероном Тофером. Непосредственно Beamdog занималась цифровым распространением игр, а разработкой игр стало заниматься её подразделение Overhaul Games. Первыми продуктами компании стали улучшенные переиздания игры MDK2, а позже Beamdog выпустила улучшенные переиздания классических игр Bioware и Black Isle Studios: Baldur's Gate, Baldurs's Gate II и Icewind Dale. По словам Трента Остера, работа над этими проектами дала компании возможность наработки необходимых навыков работы с техническими инструментами и создания контента, который бы вписывался в уже существующую игровую вселенную. Это позволило перейти к новому этапу: создание полностью нового контента с использованием этих инструментов в рамках серии Baldur's Gate. После того, как в 2013 году были урегулированы разногласия с издателем по правовым вопросам, разработчикам оказалось несложно убедить правообладателей дать им разрешение на создание новой игры. В итоге новым проектом компании стало дополнение к первой части Baldur's Gate, закрывающее сюжетный пробел между событиями Baldur's Gate и Baldurs's Gate II. К его разработке Beamdog подходила уже как финансово стабильная и независимая компания, свободная от необходимости согласовывать свои планы с издателем.
Официальный анонс нового проекта состоялся 10 июля 2015 года, однако разработка началась задолго до этого. Идея создания Baldur's Gate 1.5 появилась в 2011 году, вскоре после начала работы над переизданиями существующих игр, в процессе создания нового контента для них. Изначально планировалось, что это будет небольшое приключение на 2-3 часа, распространяемое как загружаемый контент с ценой около $2, в основном использующее уже имеющиеся графические ресурсы. Планировалось также использовать материалы, связанные с отменённым вторым пакетом расширения для Baldur's Gate, который должен был выйти после Tales of the Sword Coast. В нём команда искателей приключений направлялась на поиски камня, в котором было заключено зловещее существо, которое было способно контактировать с окружающим миром и влиять на происходящие события. Рассматривалась даже возможность выпуска дополнения перед релизом улучшенного издания Baldur's Gate II, но это оказалось невозможным из-за строгих требований издателя, касающихся сдачи основного проекта в намеченный срок.
Кроме того, к середине 2013 года, по мере того, как накапливались идеи и концепт-арты, а также окончательно оформилась концепция сюжета, становилось понятно, что речь шла уже о полноценном дополнении на той же технической основе, что и в старых играх. Итоговый объём игровых текстов (диалогов, описаний предметов и сопутствующего текста) составил примерно ⅓ от имевшегося в оригинальных играх серии, а число новых игровых областей, некоторые из которых были больше, чем любые карты из оригинальных игр, достигло 70. К осени 2014 года проект содержал достаточно нового контента примерно для 15 часов игрового процесса и, по словам Эмбер Скотт, был просто переполнен: в тестовых прохождениях разработчики не могли пройти и пару шагов, не вызывая срабатывание сценариев, управлявших получением заданий и появлением новых NPC. Необходимо было принимать решение о дальнейшем направлении разработки, и Beamdog решила не вырезать контент, а добавить новые области и сделать дополнение более масштабным.
Одним из источников вдохновения для Beamdog послужил документ, содержащий пожелания игроков, собранные Bioware после выпуска Baldur's Gate II. Первым в списке стояло желание участвовать в масштабных сражениях и командовать солдатами. Обновлённая версия Infinify Engine, имевшаяся в распоряжении компании, позволяла показывать на экране десятки взаимодействующих друг с другом персонажей, что дало возможность попытаться включить в игру подобные сражения: кульминацией игры является вошедшая в название осада замка Драконье Копьё, представляющая собой насыщенную событиями битву, на отдельные этапы которой оказывают влияние решения игрока, принятые ранее по ходу игры.
Разработчики ставили перед собой цель создать продолжение, по духу, стилю и ощущениям игрока полностью соответствующее оригинальным играм. Для того, чтобы обеспечить развитие проекта в правильном направлении, они полагались как на опыт, полученный при создании новых персонажей и приключений для улучшенных переизданий, так и на глубокие знания членов команды, ранее занимавшихся созданием модов для игр серии и являвшихся игроками с многолетним стажем. Перед графическими дизайнерами также стояла сложная задача создания ресурсов, которые бы хорошо выглядели, но при этом смотрелись бы как «старые», чтобы не выделяться на фоне существующих материалов. Постепенно команда разработчиков увеличивалась: над тем, что изначально задумывалось как двухдолларовое дополнение, работало около 35 человек.
Однако ви́дение Beamdog было шире простого копирования духа оригинала — и это распространялось не только на технические и интерфейсные улучшения. По мнению Эмбер Скотт, которая наряду с Эндрю Фоули отвечала за сценарий игры, предыдущие игры серии содержали неприемлемые для современных игроков сексистские элементы. В качестве примеров она называла шутки над женщинами, сексуальную объективацию персонажа Сафаны и Джахейру, играющую роль надоедливой жены на потеху игрокам. В Siege of Dragonspear она попыталась исправить положение, написав для Кхалида и Джахейры романтический квест, показывающий чувства между ними и устройство их брака, а также добавить собственную небольшую сюжетную линию для Сафаны, «намного улучшив» её образ. Эмбер сочла эти изменения необходимыми, заметив, что «если людям это не нравится, то очень жаль». Эти изменения стали одной из причин связанного с игрой скандала.
Кроме того, Скотт и Фоули были вынуждены не просто обеспечивать соответствие сценария игры канонам второй редакции Advanced Dungeons & Dragons, на которой были основаны игры серии, но и вписать в него детали, основанные на современном состоянии вселенной Forgotten Realms, претерпевшей серьёзные изменения к пятой редакции D&D. Нужно было добиться того, чтобы сценарий игры не вступал в противоречие с уже вписанными в историю вымышленного мира событиями, как относящимися к тому же периоду, что и время действия игры, так и с тем, что должно было произойти в будущем. Это было достаточно трудоёмкой работой, выполнить которую помогали кураторы из Wizards of The Coast. Одним из основных источников детальной информации о замке и его окрестностях стал модуль AD&D Hordes of Dragonspear. Исходный материал не так сильно ограничивал свободу разработчиков, поскольку, кроме этого модуля и находившегося на тот момент в стадии тестирования приключения Ghosts of Dragonspear Castle, регион практически не фигурировал в материалах по Forgotten Realms.
Добавляло сложностей то, что сценаристы должны были написать новый материал для персонажей, любимых фанатами, таких как Имоен, Минск или Динахейр, при этом сделав так, чтобы между их образами в разных играх не было резких переходов, которые могли бы заметить игроки, проходящие серию в порядке, определяемом развитием сюжета.
Среди новых компаньонов главного героя, разработанных для дополнения, появились персонажи гомосексуальной и бисексуальной половой ориентации, однако, по словам главного дизайнера игры Филлипа Дейгла, это было сделано не просто для того, чтобы обеспечить представленность меньшинств, а ещё и для того, чтобы дать игроку возможность собрать желаемую им команду, в том числе из персонажей со злым мировоззрением, что было достаточно затруднительно в оригинальных играх. Работа над новыми персонажами начиналась с выбора класса, которым было бы интересно играть. После этого персонажу придумывалась история, уточнявшаяся и расширявшаяся по мере обмена идеями внутри команды и взаимодействия с Wizards of the Coast, отвечавшими за соответствие персонажей игровому миру Forgotten Realms. Всего было создано четыре новых персонажа.
Ещё одной областью приложения усилий разработчиков стало облегчение процесса создания пользовательских модификаций, что в определённой степени было ответом на замечания критиков, говоривших о том, что оригинальные игры с фанатскими улучшениями всё равно оставались более привлекательными, чем «улучшенные издания». Предоставляя разработчикам модов дополнительные инструменты и возможности обновлённых версий Infinity Engine, Beamdog хотели повысить привлекательность своих разработок, поощряя создание дополнительного контента, совместимого с Siege of Dragonspear.
Выпуск игры состоялся 31 марта 2016 года, одновременно с выходом пакета исправлений версии 2.0 для Baldur’s Gate: Enhanced Edition и Baldur’s Gate II: Enhanced Edition. На мобильных платформах игра вышла 8 марта 2018 года. 15 октября 2019 года Baldur’s Gate: Siege of Dragonspear стала доступна на приставках Playstation 4, Xbox One и Nintendo Switch (в комплекте с переизданием оригинальных игр).

### Поддержка после выпуска
Пакет исправлений версии 2.1, вышедший 15 апреля 2016 года, исправляли ошибки, найденные после выхода игры. Версия 2.2, вышедшая 17 мая 2016 года, также в основном включала исправления ошибок, небольшие обновления интерфейса и графики, новые функции для разработчиков модов, а также повышала стабильность многопользовательской игры. Версия 2.3 содержала мелкие исправления. Версия 2.5 была выпущена 28 июня 2018 года и содержала, помимо значительного числа исправленных ошибок, новый «кит» жреца Темпуса, новые локализации и небольшие изменения интерфейса, а также новое задание, связанное с вызвавшим негативную реакцию игроков трансгендерным персонажем. Последний по состоянию на октябрь 2021 года пакет исправлений 2.6, основными особенностями которого стали отказ от поддержки 32-битных систем, новые наборы реплик персонажей, озвученные Марком Миром (известным по роли капитана Шепарда из Mass Effect), добавление портретов персонажей из Adventures of Neverwinter, появление французской, итальянской, немецкой, украинской и польской локализаций и улучшение стабильности многопользовательской игры и поиска пути персонажами, был выпущен 19 апреля 2021 года.

## Восприятие
| Сводный рейтинг       | Сводный рейтинг |
| Агрегатор             | Оценка          |
| --------------------- | --------------- |
| Metacritic            | 77/100          |
| Иноязычные издания    |                 |
| Издание               | Оценка          |
| Destructoid           | 7/10            |
| GameSpot              | 8/10            |
| PC Gamer (UK)         | 71/100          |
| GamesBeat             | 87/100          |
| PC World              | [ 8 ]           |
| Русскоязычные издания |                 |
| Издание               | Оценка          |
| «IGN Россия»          | 8,5/10          |

### Общие оценки
Дополнение Siege of Dragonspear было выпущено спустя 17 лет после выхода оригинальной Baldur's Gate — по мнению обозревателя PCWorld Хейдена Дингмана, это был промежуток рекордной продолжительности. Оно ознаменовало переход Beamdog от улучшения и поддержки классических игр к созданию оригинального контента в рамках серии Baldur’s Gate. Как отмечал Пол Дин в Rock, Paper, Shotgun, по объёму новая игра превосходила оба дополнения к предыдущим частям вместе взятые, что практически давало основания считать её полноценной третьей игрой, а не просто «пакетом расширения». В целом Siege of Dragonspear получило положительные оценки профессиональных критиков.
Например, в обзоре IGN Russia отмечалось, что дополнение оказалось «очень увлекательной RPG», которая «удивительно хороша», во многих отношениях превзошла более новые аналоги (в частности, Pillars of Eternity: The White March) и должна быть оценена по достоинству фанатами серии, которым она «изо всех сил давит на ностальгию». Критики отмечали близость дополнения к классическим играм серии, разработанным Bioware, делающую Siege of Dragonspear похожей на их утерянную главу, вставшую на то место, которое она должна была занимать с самого начала. Брет Тодд (GameSpot) писал, что новая игра практически во всех отношениях удовлетворяет ожидания игроков и в целом полностью отвечает любым требованиям хардкорных фанатов настольных ролевых игр. В то же время были и те, кто сомневался в правильности выбранного разработчиками подхода, связанного с использованием в качестве основы игрового процесса механик Baldur’s Gate, моделирующих броски виртуальных игральных костей по правилам Advanced Dungeons & Dragons 2-й редакции. По мнению Фила Сэведжа из PC Gamer, нормально воспринимавшиеся в 1998 году условности (такие как наблюдение в ходе боя за размахивающими оружием фигурками противников, наносящими повреждения при выпадении нужного значения, или обнаружение ловушек постоявшим некоторое время на одном месте персонажем с соответствующим навыком), уже не могли снисходительно восприниматься в 2016 году на фоне более новых игр (таких как Pillars of Eternity и Divinity: Original Sin), которые в целом сохраняли верность тому же стилю, но обходили острые углы классических ролевых механик.

### Сценарий, персонажи и сюжет
Положительно обозревателями был оценён сценарий дополнения. Олег Зайцев с сайта IGN Russia назвал его в числе основных достоинств игры, упомянув, что Siege of Dragonspear ближе ко второй части Baldur’s Gate, чем к первой. Некоторую предсказуемость сюжетных поворотов он связал с тем, что «начало и конец» этой истории уже давно известны. Диссонирующее мнение было опубликовано на портале Multiplayer.it, где автор счёл, что дополнение создаёт больше сюжетных пробелов, чем может заполнить, ввиду того, что в Baldur's Gate II, где предостаточно отсылок к предыдущей части, никакие события противостояния с Целар Аргент не находят отражения, и в результате создаётся впечатление того, что они происходили в какой-то параллельной вселенной.
Позитивно в обзоре IGN Russia оценены продуманные диалоги, допускающие выбор линии поведения, а также второстепенные NPC, такие как «альтер эго» Минска и Динахейр. В то же время, сравнивая реплики в диалогах с NPC с остальными играми серии, Фил Сэведж из PC Gamer отмечал, что выбор кажется ему более ограниченным, и что игроку предоставляется по сути три варианта: добрый, нейтральный и злой, причём последний фактически означает, что персонаж выглядит «немного как мудак» (англ. a bit of a dick). В Destructoid говорилось о дерзком (возможно, даже слишком) стиле диалогов, с переходящим грань разумного количеством острот и подколок. Схожее мнение было высказано на сайте Rock, Paper, Shotgun: по мнению Ричарда Коббетта, если оригинал время от времени позволял персонажу отпустить саркастичную реплику, то новый сценарий на 90 % представляет собой «неделю шарказма Дискавери». В целом же критики, несмотря на отдельные неудачные и нелогичные реплики второстепенных персонажей, карикатурность и неглубокую проработку отдельных NPC, а также изменившийся подход к проработке личности отдельных компаньонов, сочли игровые тексты достаточно хорошими.
Отдельно в обзорах отмечалась проработка характеров антагонистов и компаньонов игрока. Например, про Целар Аргент говорилось, что она демонстрирует широкий диапазон эмоций и не выглядит карикатурной злодейкой, несмотря на устроенный ей хаос. Destructoid писал, что персонаж Целар является одним из основных достоинств сценария, не являясь объектом легко возникающей ненависти (несмотря на попытки убить главного героя) и почти вызывая сопереживание игрока. Аналогичное мнение высказывалось в GameSpot, где обозреватель указывал, что речи Целар заставляли его задуматься о том, не является ли «плохим парнем» в этой истории не она, а его персонаж. В обзоре VentureBeat уделялось отдельное внимание тщательной проработке образов женщин — как простых NPC, так и новых компаньонов главного героя: матери-одиночки Шаэл Корвин, разрывающейся между ролями матери и воина-наёмника, и прагматичной и циничной шаманки-гоблинши М’Кхиин. Обзор Rock, Paper, Shotgun связывал улучшения в этой области с тем, что новые персонажи, в отличие от расширенных изданий предыдущих частей серии, связаны с основным сюжетом, а не втиснуты в игру задним числом в рамках небольшого творческого отступления команды от скучной технической работы по модернизации старой игры.
В отношении линейности сюжета обозреватель PC World указал, что, несмотря на то, что она является отступлением от традиций серии, в рамках заданной темы преследования армии Целар Аргент это не является недостатком. В PC Gamer по этому поводу было сказано, что такой подход создаёт ощущение набирающей обороты кампании. Обозреватель Destructoid счёл, что структура с определённой начальной и конечной точкой позволила сделать сценарий более цельным. В GameSpot говорилось, что хотя такая смена темпа и добавляет в сюжет ориентиры, её недостатком является невозможность возвращения в ранее исследованные области, что препятствует завершению некоторых побочных заданий. По мнению обозревателя этого издания, особенно ярко эта проблема проявляется в финальной части игры, где ошибка игрока при выборе варианта поведения приводит к тому, что он раньше, чем мог ожидать, оказывается вовлечён в крупное сражение с превосходящими силами, которое может оказаться невозможным выиграть с имеющимися ресурсами — а вернуться и поменять снаряжение и состав команды уже нельзя. В Rock, Paper, Shotgun обращается внимание на мелкие несоответствия заимствованных из основной игры механик теме военного похода: персонажи должны платить за проживание и питание, как будто в походной палатке есть отдельная спальня, всё ещё нельзя разъединять пары персонажей, хотя бы один из них и находился неподалёку в лагере, а квартирмейстер выполняет роль торговца, отказываясь выдавать снаряжение бесплатно.

### Графика и звук
В отношении графики в PC World отмечалось, что Siege of Dragonspear «выглядит так, как ваши воспоминания об оригинале», так как, будучи основанной на том же движке и используя те же ресурсы, добавляет глянца и зрелищности, которые были невообразимы в 1998 году. Возможность задействовать на экране одновременно большое число персонажей положительно сказалась на драматичности происходящего. Обозреватель GameSpot восторженно описывал сделанные на игровом движке вставки, в которых Целар обращается к огромным толпам своих последователей, а также атаку на занятый крестоносцами замок, которую назвал «одной из самых амбициозных битв во всей франшизе» — и всё это без каких-либо замедлений или пропуска кадров. Более скептично оценил эту составляющую игры автор Rock, Paper, Shotgun, который отметил недостаточную проработку того же сражения, в котором такие элементы большой драматической битвы, как разделение на этапы, выбор тактики, саботаж и шпионаж хотя и присутствуют, но являются довольно банальными, а падение частоты кадров в сражениях с использованием магии является довольно ощутимым.
Положительных оценок удостоилось и звуковое оформление. В GameSpot по поводу музыки говорилось, что она не хуже, чем в каком-нибудь голливудском фильме, а звуковые эффекты создают нужную атмосферу для любого момента — от ожесточённой схватки до странствий по ночному лесу. Как важное достоинство рассматривалось также то, что для озвучивания наиболее известных персонажей разработчикам удалось привлечь тех же самых актёров, которые уже работали над ними. Написанные для них тексты, по мнению автора обзора в Destructoid, находятся на уровне, соответствующем ожиданиям фанатов. В то же время он отметил, что воссоединение со старыми компаньонами происходит в крайне быстром темпе и выглядят невероятно надуманным, а новые персонажи производят смешанное впечатление.

### Игровой мир и ролевая составляющая
Критики отметили, что игровые локации, хотя и меньше, чем в предыдущих играх серии, не представляют собой пустые пространства: в отличие от основной игры Baldur’s Gate, где в большинстве областей было одно важное здание или персонаж, на картах дополнения игрока везде ждут задания, разнообразные подземелья или боевые столкновения, что создаёт впечатление лучше проработанного, живого и красочного игрового мира. Однако в Rock, Paper, Shotgun было отмечено, что бо́льшая часть локаций не содержит чего-либо действительно примечательного, предлагая игроку типовые ландшафты, города и пещеры, не отличающиеся особенной креативностью. Обозреватель GameSpot оценил разнообразие побочных заданий, представляющих собой «идеальное сочетание» стандартных fedex-квестов и более серьёзных, страшных и эпичных поручений, которые не кажутся чрезмерно затянутыми, имеют осмысленные цели и способны на всех этапах удерживать интерес игрока.
По поводу баланса дополнения в Rock, Paper, Shotgun было сказано, что дополнение является приключением для наиболее удачного диапазона уровней персонажей ролевой игры: все классы персонажей уже получают достаточно мощные атаки и способности (чего не хватало в Baldur's Gate вплоть до самого конца игры), но ещё не являются сверхмощными полубогами из Baldur's Gate II, которым сопровождающее их войско может пригодиться разве что в качестве оруженосцев. Разработчики добавили в игру достаточно сложных противников (таких как драконы, демоны, вампиры и личи), для победы над которыми игроку нужно было использовать продуманную тактику. Численность противников также увеличилась, что сместило акцент в боях на управление толпой и в некоторых случаях сделала их похожими на битву на истощение.
Как достоинства игры отмечались возможность мирного разрешения многих конфликтов и наличие неочевидных вариантов выполнения заданий, зависящих от состава команды, расы и класса главного персонажа и других факторов, что помогает игроку отыгрывать выбранную им роль. Это касается как конфронтаций с войсками Целар (например, осады замка, в которой можно решить исход сражения не убийством всех противников, а дуэлью с их командиром), так и встреч с монстрами (например, ограми), обычно выполняющими лишь роль противников. В обзоре VentureBeat говорилось, что это делает мир игры более живым, а саму игру похожей на кампании настольной Dungeons & Dragons. В то же время отмечалась и нелогичность некоторых сцен, в которых разработчики давали игроку лишь иллюзию выбора: так, в один из моментов Целар предлагает остановить крестовый поход, если главный герой по доброй воле последует за ней, однако никакого особого варианта событий на случай, если игрок ответит согласием, разработчики не предусмотрели.

### Технические и иные недоработки
Несколько негативно обозреватели высказались по поводу выбора для игры Infinity Engine, который хотя и был слегка обновлён и задействует увеличившиеся ресурсы компьютеров, например, для показа масштабных битв, но всё же в 2016 году выглядел устаревшим как графически, так и в плане организации взаимодействия с пользователем. Фил Сэведж назвал интерфейс игры «едва пригодным для поставленной цели», отметив, что некоторые его компоненты, такие как дневник персонажа, оказались даже хуже, чем в оригинале 15-летней давности. В Destructoid говорилось, что «существует бесчисленное множество лучших способов отображения той же самой информации», а также указывалось на проблемы с выбором нужных объектов, особенно при сборе предметов с павших врагов. Также не были исправлены многие технические недоработки, имевшиеся ещё в оригинальных играх серии (в частности, проблемы с поиском пути), и появились новые «баги». В обзоре PC World в качестве недостатка было отмечено отсутствие в дополнении некоторых из компаньонов, а в VentureBeat указывалось на возрождающихся в некоторых областях противников, заставляющих игрока впустую тратить время и ресурсы. В GameSpot как существенный недостаток отмечались проблемы, возникающие в случае, если одного из членов команды убивают: все его вещи падают на землю, и даже после его воскрешения их необходимо поднимать и заново экипировать персонажа — а в случае, если для воскрешения придётся покинуть текущую игровую зону, всё снаряжение придётся распределить между выжившими персонажами. Обозреватель называет такую ситуацию нелепой и неприемлемой. Кроме того, отмечалась и необходимость приобрести Baldur's Gate: Enhanced Edition для игры в дополнение, что могло привести к лишним для игрока расходам.

### Скандал
Игра оказалась в центре одного из скандалов, который обозреватель российской версии IGN Олег Зайцев назвал частью «геймергейта». Это вылилось в значительное число негативных пользовательских отзывов, добавленных в Steam и Metacritic: по состоянию на июнь 2020 года, пользовательская оценка в Metacritic составляет 3,7 из 10, в то время как интегральный показатель, основанный на рецензиях профессиональных журналистов, имеет значение 77/100.
Помимо присутствия в игре серьёзных ошибок, связанных с «вылетами» игры, практически неработоспособным многопользовательским режимом и неработающими модификациями (которые разработчики, по мнению игроков, не торопились исправлять), негативную реакцию вызвало включение в игру трансгендерного NPC — Мижены, жрицы имеющего хаотическое мировоззрение бога войны Темпуса. Она сопровождает лагерь Пламенного Кулака и продаёт персонажу игрока волшебные зелья. Когда главный герой задаёт вопрос о её необычном имени, она отвечает, что придумала его сама, поскольку данное при рождении оказалось неподходящим. Если спросить о том, что было не так со старым именем, Мижена ответит, что когда она родилась, родители считали её мальчиком и воспитывали соответствующим образом. Позже, когда она осознала, что на самом деле является женщиной, она составила новое имя из слогов, взятых из разных языков, имеющих для неё особое значение и отражающих её истинную сущность. На этом данная ветвь разговора заканчивается и более никак в игре не всплывает, и дальнейшие разговоры с Миженой касаются предоставляемых ею услуг и бога сражений Темпуса, которому она служит.
Некоторых игроков раздражало само присутствие трансгендерного персонажа, другие же заявляли, что неприятным является не факт его наличия, а недостаток деликатности в представлении его особенностей. На форумах и в отзывах писали также о нереалистичности подобного диалога с персонажем, разрушающей погружение в вымышленный мир, о несовместимости смены пола с сеттингом Forgotten Realms и о том, что в том виде, в котором она присутствует в игре, Мижена выглядит скорее как дешёвая подачка «прогрессивному» сообществу и политическое заявление, чем как органично вписанный в игру персонаж. Некоторые пользователи говорили, что Beamdog следовало бы создать полноценного транс-персонажа, возможно, даже сделав его компаньоном главного героя, что позволило бы более детально и с вниманием к нюансам раскрыть его личность.
Кроме Мижены, негодование пользователей вызвала произносимая Минском шутливая реплика «на самом деле, речь идёт об этике в героических приключениях», которую сочли отсылкой к «геймергейту» и связанной с ним фразе «на самом деле, речь идёт об этике в игровой журналистике». Эти слова персонаж изредка произносил, когда игрок отдавал ему команду, — наряду, например, с такими возгласами, как «сперва меч!» или «меньше разговоров, больше драки». Также в отзывах упоминались изменения, внесённые сценаристами Beamdog в характеры некоторых женских персонажей, и включение в игру сюжетных сцен, в центре которых находятся беженцы, что некоторые пользователи в условиях разворачивающегося миграционного кризиса в Европе сочли бестактным.
Объектом персонифицированной критики, нападок, оскорблений и угроз пользователей стала сценарист игры Эмбер Скотт, которую обвиняли в навязывании игрокам «феминистских ценностей» и «повестки воинов социальной справедливости», в обосновании чего приводились её высказывания о «сексистских элементах» оригинальных игр и пост на форуме Beamdog, в котором она говорила о сознательном стремлении к добавлению максимально возможного разнообразия в свои тексты, поддержке движения SJW и необходимости дать каждому типу людей шанс быть отражённым в поп-культуре.

#### Мнения прессы и представителей игровой индустрии
Свою оценку этим элементам игры, общему подходу разработчиков и критике пользователей дала игровая пресса. Так, по мнению обозревателей российского IGN и Destructoid, трансгендерный персонаж играет крайне незначительную роль в сюжете и совершенно не заслуживает того внимания, которое ему уделили пользователи Интернета. Некоторые критики указали, что если бы не шум в медиа, они даже не заметили бы его присутствия. Согласно замечанию Олега Зайцева, негативную реакцию вызвало скорее «убогое» представление его особенностей. В Multiplayer.it было отмечено, что какими неудачными бы ни были элементы, вызвавшие возмущение пользователей, их место в игровом процессе является третьестепенным и существенным образом не должно влиять на общее впечатление от игры. В Kotaku отмечалось, что подобные скандалы стали частью постоянной околоигровой повестки, сменяя друг друга каждую неделю или две, и являются частью бесконечного, зачастую принимающего уродливые формы конфликта прогресса и традиции. Polygon отмечал, что в серии и до Siege of Dragonspear присутствовал юмор, касающийся современной поп-культуры, включая отсылки к фильмам «Молчание ягнят» и «Монти Пайтон и Священный Грааль».
Жёсткой критике позицию «особо крикливого меньшинства геймеров» подвергла Катерина Кросс в редакционной статье на сайте Gamasutra. Она выступила в защиту Скотт, заметив, что с учётом ограничений, в условиях которых ей приходилось работать (как позже сообщил Трент Остер, глубина дерева диалогов для второстепенных персонажей была ограничена тремя уровнями реплик, чтобы чрезмерно не увеличивать объём игровых текстов), она вполне удовлетворительно выполнила работу по представлению трансгендерного персонажа, и что смена пола не является чем-то особенным или постыдным ни в рамках Forgotten Realms в целом (в пример она привела историю Эльминстера, которого богиня Мистра превратила в женщину по имени Эльмара, чтобы усилить его связь с магией, скрыть от врагов и дать понять, как живётся представителям противоположного пола), ни в рамках серии Baldur's Gate, во второй части которой один из компаньонов главного героя, маг Эдвин, на время становится женщиной, что хотя и преподносится с определённой долей юмора, но не рассматривается как нечто исключительное или отвратительное. Позицию геймеров, которых раздражало включение в игру Мижены, она называла проявлением ханжества и ненависти, приводя в пример видео на YouTube, набравшее массу одобрительных комментариев, в котором игрок убивал этого персонажа сразу после разговора. Кросс призывала разработчиков игр не рассматривать подобную аудиторию в качестве «ценных потребителей» и не принимать во внимание их «критику», поскольку «никакое количество заботы, экранного времени или утончённого писательского мастерства не удовлетворит этих людей».
Писатель Эд Гринвуд, основатель сеттинга Forgotten Realms, разместил в Facebook пост, в котором высказался в поддержку Эмбер Скотт и Beamdog, сказав, что в созданном им вымышленном мире всегда было место персонажам, как смертным, так и богам, которые носили одежду противоположного пола, меняли пол, имели бисексуальную или гомосексуальную половую ориентацию. По словам Гринвуда, хотя TSR и Wizard of the Coast не акцентировали на этом внимание, так как D&D не было игрой про секс и такие подробности не представлялись читателю без сюжетной необходимости, они всегда были и остаются неотъемлемой частью Forgotten Realms. Он счёл довольно логичным, что авторы вправе ожидать от людей, у которых не вызывает больших вопросов присутствие в игре межвидовых сексуальных отношений, от которых рождаются полуорки, полуэльфы и полудраконы, спокойного отношения к разнообразию гендерных ролей. И хотя, по мнению Гринвуда, игроки имеют полное право отрицательно относиться к любым элементам игры, это не даёт им права на оскорбления или угрозы. О недопустимости подобного типа высказываний сделали заявления и разработчики игр из других компаний, в том числе Bioware.
В целом по поводу присутствия в играх «повестки воинов социальной справедливости» высказалась Рианна Пратчетт, заметившая, что фэнтези не оторвано от нашего мира, а является линзой, через которую мы на него смотрим. Ричард Коббетт, автор обзора на сайте Rock, Paper, Shotgun, высказался следующим образом: «Здесь нет длинных лекций и заданий, специально обращающих внимание на эту тему… Siege of Dragonspear поднимает не больше шума вокруг в отношении чего-либо, чем любая другая RPG, включающая задания, в которых вы делаете такие вещи, как, например, пытаетесь понять сложные проблемы перед тем, как применить насилие, объединяете группы, разделённые в результате невежества или ошибки, защищаете слабых… понимаете ли, такая ужасная 'повестка SJW', которая раньше просто называлась 'быть долбаным героем'. И да, это такая вещь, которая была типовой составляющей ролевых игр с тех пор, как в 1990 году в Ultima VI был поднят вопрос расизма». Позже, по итогам года, он присвоил игре шуточную награду «окровавленный свиток ненужной ярости», отметив, что «среди всех конфликтов последних лет, связанных с компьютерными играми, этот выделяется как наименее необходимый и самый раздутый.

#### Реакция разработчиков
Разработчики игры, чью позицию выразил Трент Остер, изначально сочли ситуацию нелепой и отражающей плачевное состояние современного мира, а также попросили игроков, которым Siege of Dragonspear понравилась, оставить положительный отзыв, чтобы «сбалансировать громкое меньшинство», рисующее негативную картину для новых пользователей. Это также вызвало противоречивую реакцию как со стороны пользователей, которые обвинили Остера в стремлении скрыть среди положительных отзывов упоминания об ошибках в игре, так и со стороны журналистов: так, Натан Грейсон с сайта Kotaku назвал подобную просьбу «не самым умным ходом», слишком сомнительным в современной ситуации, когда многое зависит от пользовательских оценок. Остер объяснил такую просьбу стремлением не допустить пропуска игры фанатами, которых могли отпугнуть протестные мнения «недалёких индивидов».
В более поздних заявлениях Beamdog содержалось признание обоснованности части критических замечаний. Разработчики поблагодарили пользователей за сообщения об обнаруженных ошибках и сообщили о намерении в кратчайшие сроки выпустить исправления. По словам Трента Остера, разработчики не пытались спровоцировать сообщество, создавая трансгендерного персонажа и не придавали большого значения репликам Мижены, которая для них была всего лишь ещё одним второстепенным NPC с ограниченным тремя строками набором диалоговых реплик. Однако это привело к тому, что интимные подробности биографии персонажа сообщались фактически при знакомстве с ним. Поэтому Мижене пообещали дать более подробную проработку, сделав так, чтобы она рассказывала о себе только после того, как персонаж получше с ней познакомится, и указали, что ситуация послужит им уроком. Сомнительная реплика об этике была признана не слишком осмысленной и несоответствующей характеру персонажа, и её пообещали убрать. По поводу вопроса с беженцами Остер ответил, что решение использовать именно этот сюжетный ход, чтобы заставить главного героя покинуть Врата Балдура, было принято задолго до обострения миграционного кризиса. Он сослался на то, что появление беженцев в результате «ужасных конфликтов» является закономерным фактом, который хорошо вписывается в рассказываемую игрой историю, и что любые совпадения с событиями реального мира в этой части являются случайными.
В целом по поводу ситуации Остер отметил, что компания прислушивается в первую очередь к сообществу поклонников своих игр и всерьёз воспринимает обратную связь именно от них, и именно эта обратная связь привела к тому, что Beamdog решила внести изменения в игру. В то же время, по мнению Остера, на его решения не влияют агрессивные претензии со стороны «интернета, ненавидящего всё подряд»: он назвал их «бурей в стакане воды», а их авторов — всего лишь кучкой индивидуумов, заметность высказываний которых усиливается социальными медиа, создающими эффект эхо-камеры. Разработчики заявили об однозначном осуждении персонифицированных нападок, угроз и оскорблений, пообещав обеспечить 100 % поддержку их адресатов. Эмбер Скотт пообещала не отказываться от попыток рассматривать в своих будущих работах необычных персонажей, а Остер отметил, что личный опыт и взгляды писателей всегда отражаются в их творчестве, и что обеспечить их интеграцию в конечный продукт — задача редакторов, которые должны руководствоваться необходимостью для сюжета тех или иных особенностей персонажей, которые должны быть интересными, правдоподобными и привлекательными, а также соображениями тактичности при обращении к вопросам деликатного характера, требующими уважения и достаточной глубины проработки. Такую позицию Пол Тамбурро в статье на сайте Mandatory назвал «бесхребетной и разочаровывающей», поскольку, по его мнению, Остер пошёл на поводу у тех, кто под неискренним предлогом качества сценария пытался оказать давление на «прогрессивного автора».
В пакете исправлений версии 2.5, вышедшем в августе 2018 года, было добавлено новое побочное задание, которое выдавала Мижена: теперь ветвь диалога, в которой сообщалось о смене пола, становилась доступна лишь после его выполнения.

## В других медиа
Сценаристы игры также опубликовали три коротких рассказа, посвящённых историям отдельных персонажей:
- Опубликованный в пятом выпуске Dragon+ Glint's Story (с англ. — «История Глинта», автор Эндрю Фоули). Он рассказывает о том, как Глинт Гарднерсонсон нанялся вернуть законному владельцу амулет, который сам же до этого у него украл, однако поначалу казавшееся лёгким дело осложняется тем, что амулет у Глинта похитила знаменитая воровка по прозвищу Царственная Роза[40].
- Размещённый в первом выпуске The Familiar Den of Chaos: Corwin's Story (с англ. — «Логово хаоса: история Корвин», автор Эмбер Скотт). В нём описывается одно из первых заданий Шаэл Корвин в составе Пламенного Кулака. Корвин и её напарник отправляются в лес неподалёку от Врат Балдура, чтобы найти грибы и алхимическое оборудование, похищенные у местного дворянина[41].
- Включённый во второй выпуск The Familiar Dangerous World (с англ. — «Опасный мир», автор Эндрю Фоули). Он повествует о том, как М’Кхиин Грубдоублер сбегает из своего племени и знакомится с тёмным эльфом Баэлотом Барритилом[42].